# إيلين ويلان
إيلين ويلان (30 أكتوبر 1911 في المملكة المتحدة - 3 ديسمبر 2021) (بالإنجليزية: Eileen Whelan)‏ هي لاعبة كريكت بريطانية. شاركت مع منتخب إنجلترا للكريكت.

## وصلات خارجية
- إيلين ويلان على موقع إي آس بي آن كريك إنفو (الإنجليزية)